# Жане, Анж-Луи

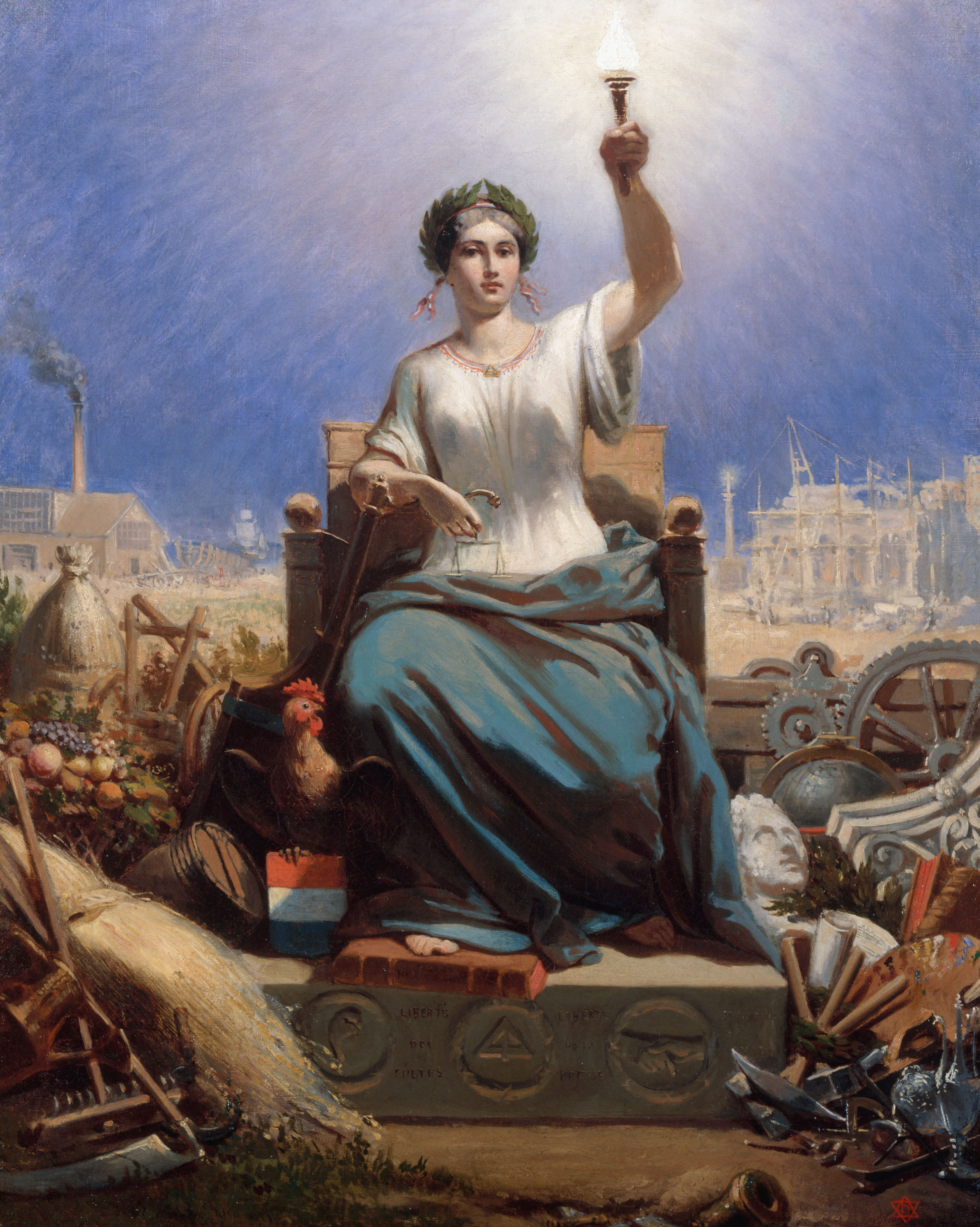
Республика

Анж-Луи Жане также известный, как Жане-Ланж (фр. Ange-Louis Janet; 26 ноября 1815, Париже — 22 ноября 1872, там же) — французский художник, иллюстратор , литограф и гравёр .

## Биография
Сын парижского торговца гравюрами. С 1833 года обучался в Школе изящных искусств в Париже у Энгра, А. Колена и О. Верне. Дебютировал в Салоне в 1836 году и продолжал участвовать там до 1870 года.
Писал сцены охоты, военной амуниции и портреты. Баталист. Создал ряд картин, изображающих эпизоды французской истории, такие как Крымская война 1853—1856 годов, Австро-итало-французская война 1859 года или Англо-франко-испанская интервенция в Мексику в 1861—1867 годах.
Как иллюстратор сотрудничал с газетами «L’Illustration», «Le Tour du monde», «Journalamus» и «Journal pour rire», также оформил многие литературные произведения.
Во время Июльской монархии Главный маршал Франции Сульт поручил художнику разработать эскизы новой униформы на 1848 год.

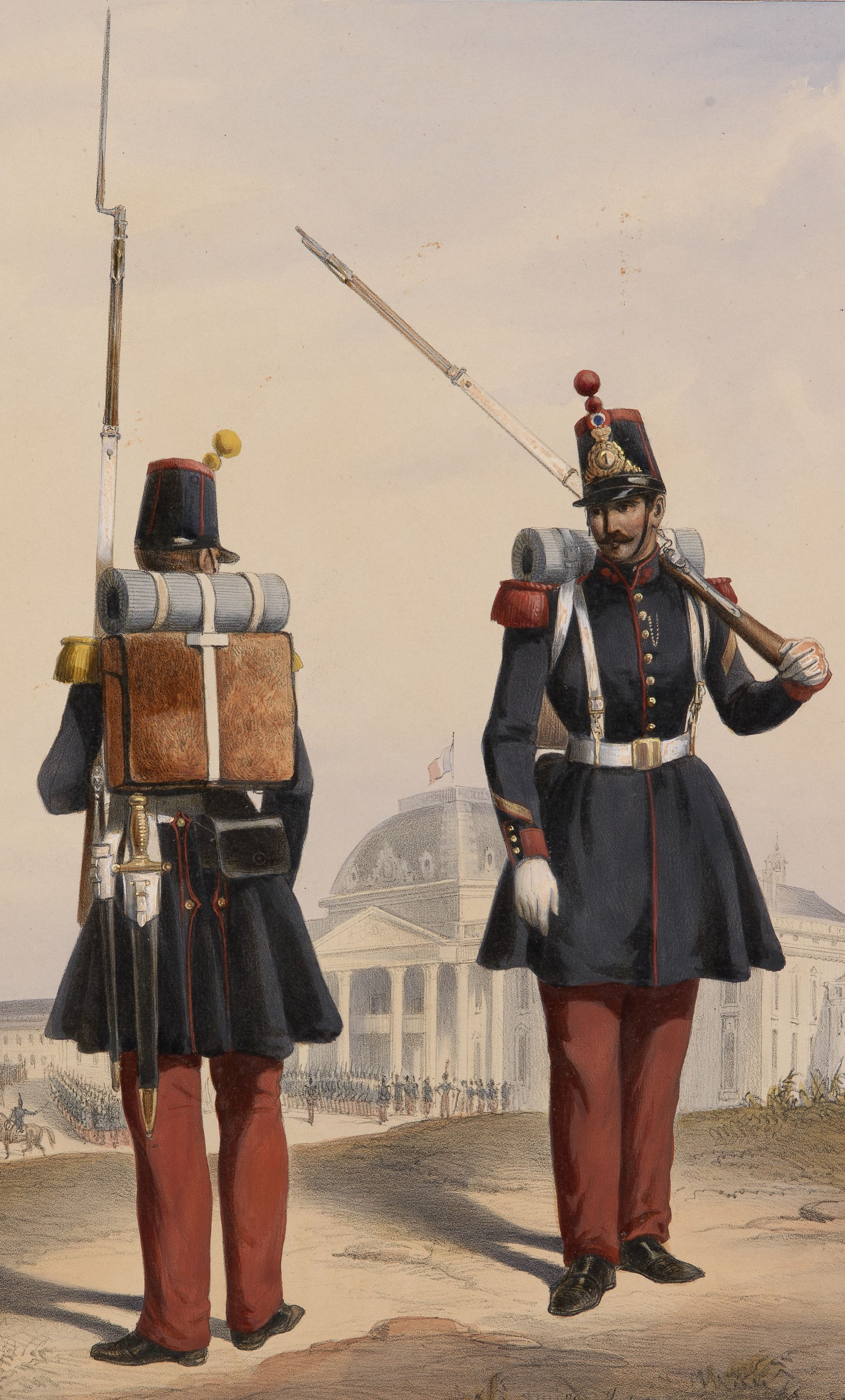
Эскиз новой униформы на 1848 г.
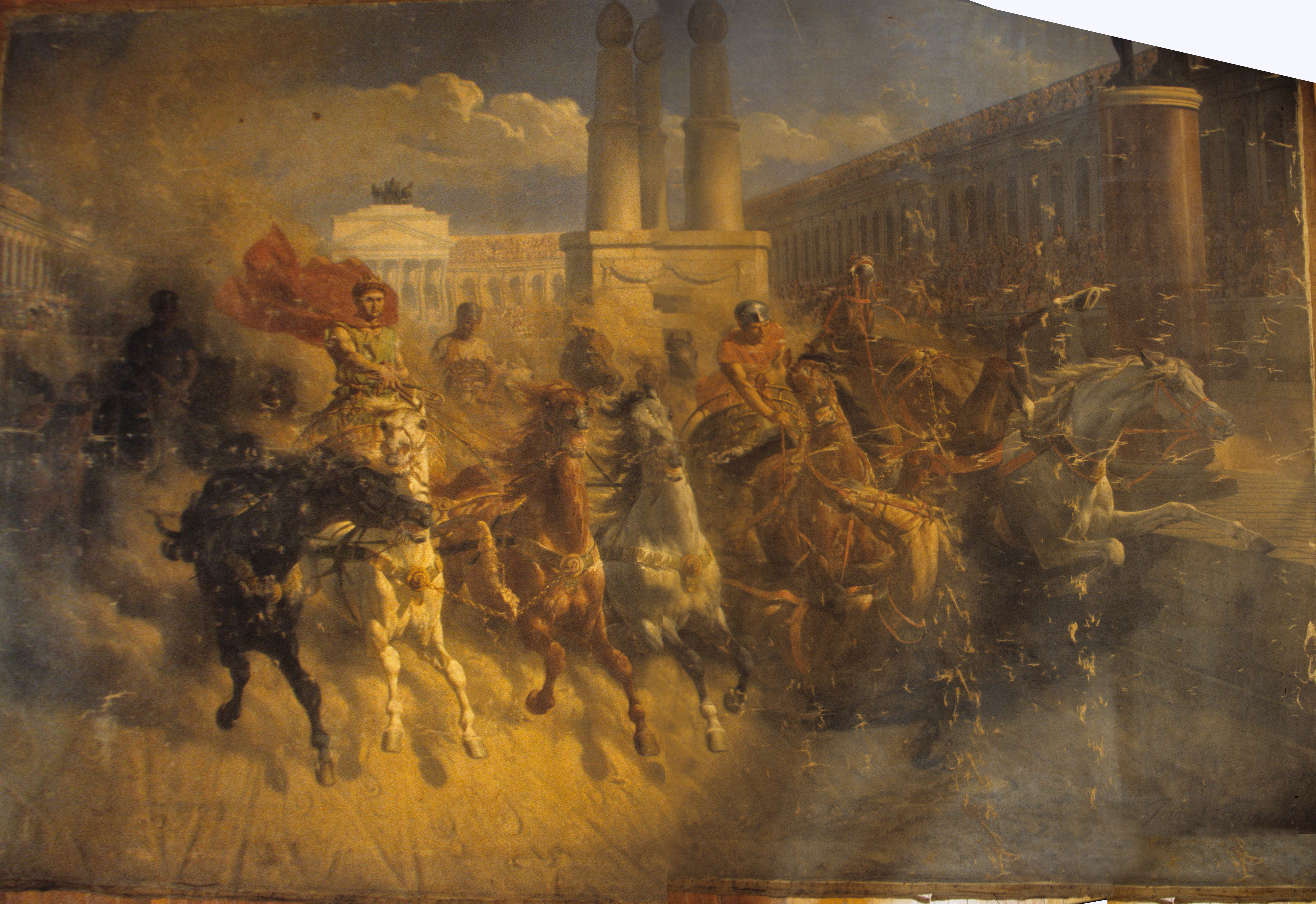
Нерон в Цирке
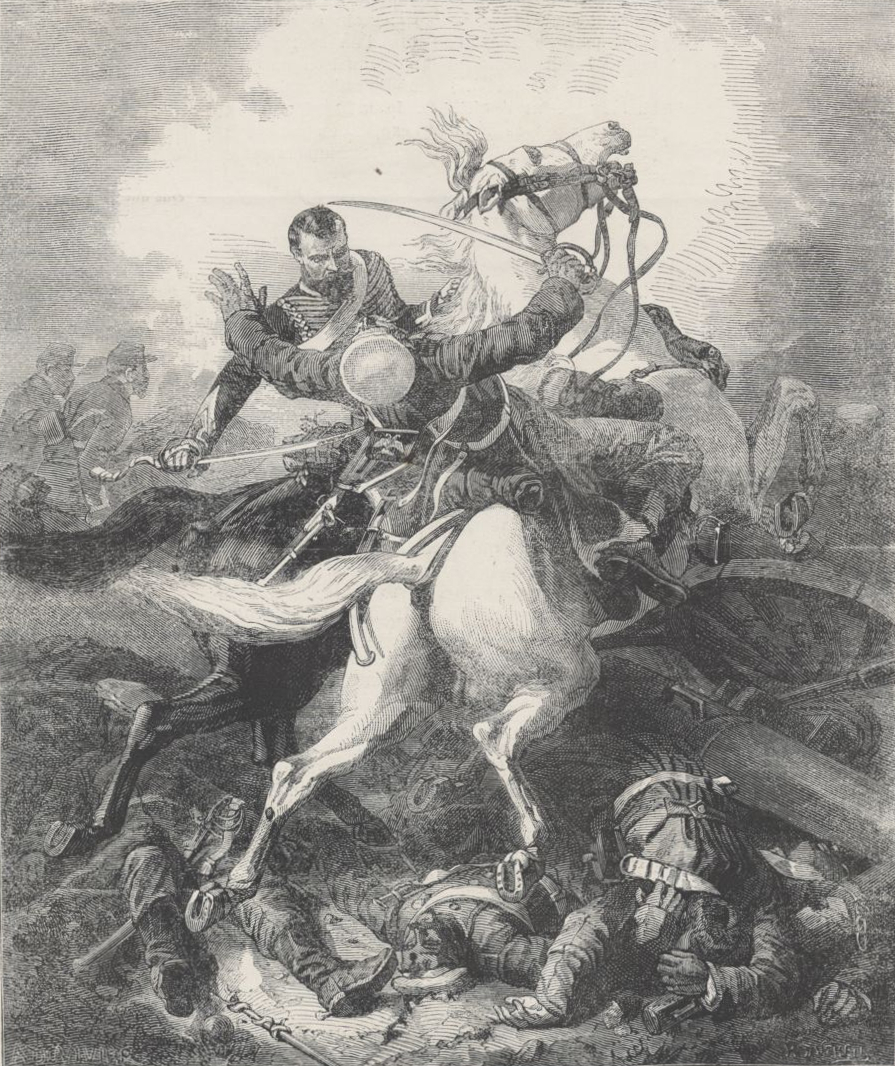
Сцена Крымской войны
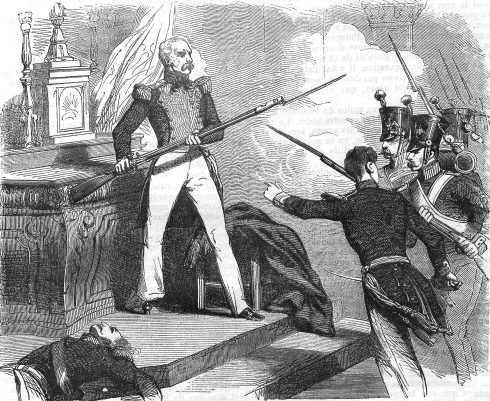
Сцена гибели Ю. Совиньского, руководителя обороны редута в Воле во время Польского восстания 1830—1831 годов.
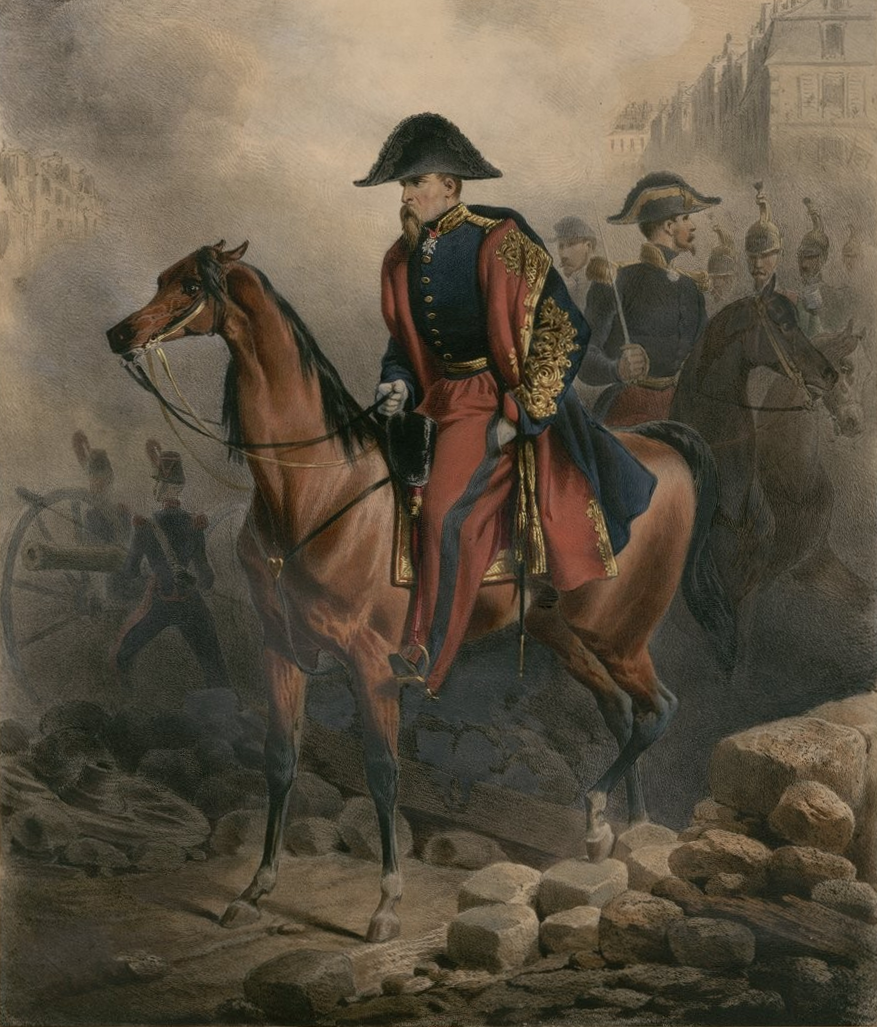
Генерал Л. Кавеньяк